# 黃敏恭
黃敏恭（1947年3月5日—）是中華民國政治人物，中國國民黨籍，臺灣彰化縣出身的政府官員。現任21世紀基金會董事兼執行長、中國國民黨桃園市黨部主委。
2009年時任桃園縣縣長朱立倫入閣擔任行政院副院長，黃因而代理縣長職四個月，後又受任為台灣自來水公司董事長，曾任行政院副祕書長、代理行政院新聞傳播處发言人。

## 從政經歷
2009年9月，時任桃園縣縣長朱立倫升任行政院副院長，黃敏恭代理縣長一職至同年12月。
2022年11月，張善政當選桃園市市長，委派黃敏恭擔任市政交接召集人，與鄭文燦市府接洽。

## 外部連結
| 中華民國政府職務      | 中華民國政府職務                                                     | 中華民國政府職務      |
| --------------------- | -------------------------------------------------------------------- | --------------------- |
| 桃園縣政府            |                                                                      |                       |
| 前任： 朱立倫（正任） | 桃園縣縣長 代理 2009年9月10日－2009年12月20日                        | 繼任： 吳志揚（正任） |
| 行政院                |                                                                      |                       |
| 前任： 陳士魁         | 行政院雲嘉南區聯合服務中心執行長 第二任 2012年7月10日－2013年2月18日 | 繼任： 簡太郎         |
| 前任： 胡幼偉         | 行政院發言人 代理 2012年10月7日－2012年10月23日                      | 繼任： 鄭麗文         |